# Denise Péronne
Denise Péronne (de son vrai nom Denise Perronne) est une actrice suisse, née le 22 septembre 1920 à Porrentruy et morte le 1er septembre 1978 à l’hôpital de Delémont.

## Biographie
Elle est la fille du scientifique et photographe jurassien Albert Perronne.
Grâce à Jean-Pierre Mocky qui l'a dirigée dans Un drôle de paroissien (1963) et dans Les Compagnons de la marguerite (1966), elle est sortie des emplois de second ordre assez ternes pour composer des personnages décalés par rapport à son physique un peu sec. C'est une grande actrice de composition atypique. Elle a notamment joué dans Rendez-vous de juillet de Jacques Becker, Mon oncle de Jacques Tati, Les Aventures de Rabbi Jacob de Gérard Oury, Jeux interdits de René Clément ou Le Soupirant de Pierre Etaix.
La ville de Delémont, en Suisse, possède une rue Denise-Péronne depuis mars 2023.

## Filmographie

### Cinéma
- 1949 : Rendez-vous de juillet de Jacques Becker : Une cliente du salon de coiffure
- 1952 : Jeux interdits de René Clément : Jeanne Gouard
- 1952 : Nous sommes tous des assassins d'André Cayatte
- 1956 : Gervaise de René Clément : Une laveuse
- 1957 : Les Aventures d'Arsène Lupin de Jacques Becker
- 1958 : Mon oncle de Jacques Tati : Mlle Février
- 1959 : Le Petit Prof de Carlo Rim : Une sœur
- 1959 : Archimède le clochard de Gilles Grangier : Une invitée chez Mme Marjorie
- 1959 : La Verte Moisson de François Villiers
- 1962 : La Gamberge de Norbert Carbonnaux : Une élève danseuse
- 1962 : Snobs ! de Jean-Pierre Mocky : La veuve du PDG Naudet
- 1962 : Le Soupirant de Pierre Étaix : La mère
- 1963 : Les Vierges de Jean-Pierre Mocky
- 1963 : Un drôle de paroissien de Jean-Pierre Mocky : La tante Claire Lachaunaye
- 1964 : La difficulté d'être infidèle de Bernard Toublanc-Michel
- 1964 : Du grabuge chez les veuves de Jacques Poitrenaud : Une dame à l'enterrement
- 1965 : La Bonne Occase de Michel Drach
- 1965 : Pas de caviar pour tante Olga de Jean Becker
- 1966 : Tant qu'on a la santé de Pierre Étaix
- 1966 : Mademoiselle de Tony Richardson : Maria
- 1967 : Le Scandale de Claude Chabrol : La femme qui a connu Christopher
- 1967 : Les Compagnons de la marguerite de Jean-Pierre Mocky : L'adjointe du maire du 15e
- 1969 : Le Grand Amour de Pierre Étaix : Une commère
- 1970 : L'Étalon de Jean-Pierre Mocky : Mlle Lorthiloir, l'infirmière
- 1970 : Ces messieurs de la gâchette de Raoul André : L'automobiliste
- 1971 : Quelqu'un derrière la porte de Nicolas Gessner : L'infirmière
- 1971 : Blanche de Walerian Borowczyk : Mme d'Harcourt
- 1973 : Les Aventures de Rabbi Jacob de Gérard Oury : La générale
- 1973 : La Famille heureuse (La famille Gazul) de Patrice Leconte (Court-métrage) : Mme Gazul
- 1978 : Va voir maman, papa travaille de François Leterrier

### Télévision
- 1963 : Treize contes de Maupassant (Série TV)
- 1975 : Les Charmes de l'été de Robert Mazoyer (Série TV) :  Mme Ferry